# Heimpflegebedürftigkeit

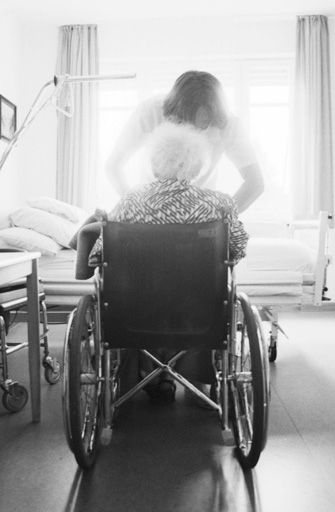
Ein Altenpfleger versorgt eine Seniorin im Rollstuhl auf der Pflegestation eines Altenheims

Heimpflegebedürftigkeit ist ein Begriff aus dem deutschen Sozialrecht. Das Vorliegen der Heimpflegebedürftigkeit ist eine notwendige Voraussetzung dafür, dass die Pflegekasse oder der Sozialhilfeträger die Pflegekosten oder die Aufwendungen für Unterkunft und Verpflegung bei vollstationärer Pflege in einem Alten- oder Pflegeheim (Heimentgelt) ganz oder teilweise übernimmt. 
Heimpflegebedürftigkeit bedeutet die Erforderlichkeit vollstationärer Pflege. Sie liegt vor, wenn häusliche oder teilstationäre Pflege nicht möglich ist oder wegen der Besonderheiten des Einzelfalls nicht in Betracht kommt. Das kann insbesondere der Fall sein bei
- Fehlen einer Pflegeperson,
- fehlender Pflegebereitschaft möglicher Pflegepersonen,
- drohender oder bereits eingetretener Überforderung von Pflegepersonen,
- drohender oder bereits eingetretener Verwahrlosung des Pflegebedürftigen,
- Selbst- oder Fremdgefährdungstendenzen des Pflegebedürftigen,
- räumlichen Gegebenheiten im häuslichen Bereich, die keine häusliche Pflege ermöglichen und durch Maßnahmen zur Verbesserung des individuellen Wohnumfeldes (§ 40 Abs. 4 SGB XI) nicht verbessert werden können.[1]

Heimpflegebedürftigkeit kann auch dann vorliegen, wenn die Pflegebedürftigkeit nicht erheblich ist, also noch keine Pflegestufe 1 vorliegt.
Ob Heimpflegebedürftigkeit vorliegt, wird in der Regel durch den Medizinischen Dienst der Krankenversicherung (MDK) im Auftrag der Pflegekasse oder des Sozialhilfeträgers geprüft.
Quellen
1. ↑  Richtlinien des GKV-Spitzenverbandes zur Begutachtung von Pflegebedürftigkeit nach dem XI. Buch des Sozialgesetzbuches (Memento des Originals vom 5. August 2010 im Internet Archive)  Info: Der Archivlink wurde automatisch eingesetzt und noch nicht geprüft. Bitte prüfe Original- und Archivlink gemäß Anleitung und entferne dann diesen Hinweis. (PDF; 2,2 MB), Gliederungspunkt D 5.5